# KLB
KLB é uma banda brasileira formada em São Paulo, em 2000, pelo trio de irmãos: Bruno Scornavacca, Franco "Kiko" Scornavacca e Leandro Scornavacca. O grupo é um dos artistas que mais venderam no Brasil, com mais de 7 milhões de gravações comercializadas.

## Biografia

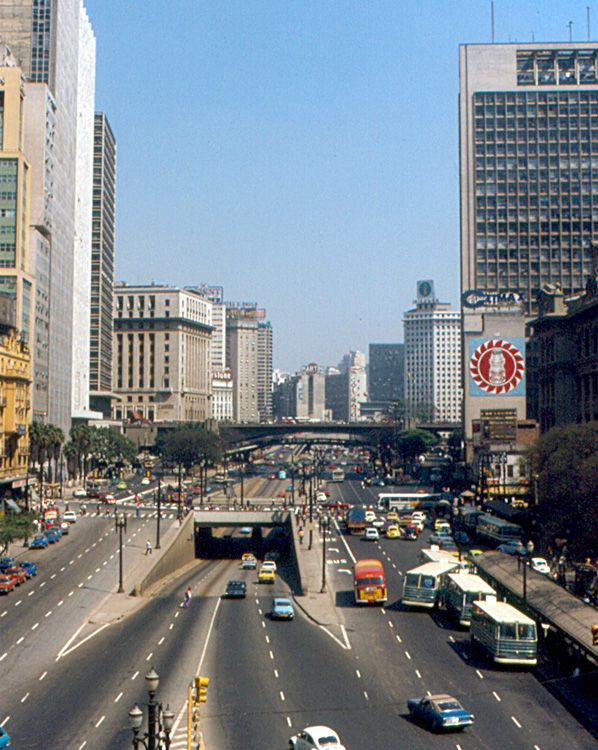
Vista de São Paulo, cidade de formação do KLB.

Em 1991, os irmãos Kiko e Leandro decidiram montar uma banda com o caçula Bruno, na época, com 7 anos de idade, herdando o baixo do pai, Franco Scornavacca, ex-baixista da banda Os Brasas. Os primeiros nomes para as bandas que formaram foi "The Fenders" e depois "Neon". Devido a dedicação e interesse dos três pela música, não demorou para que o pai pensasse que o caminho dos filhos era a música e começou a traçar um projeto para o trio. O nome KLB surgiu pelo fato de que a mãe Regina Scornavacca organizava as fitas caseiras com as iniciais dos nomes dos três filhos. Foi em 1998 que Kiko, Leandro e Bruno receberam uma canção composta especialmente para eles chamada "Uma noite de amor" (Junno Andrade e Antônio Luiz) e gravaram seu primeiro CD demo, junto com as regravações do grupo Bee Gees "Words" e "I Can't See Nobody". Este trabalho foi apresentado por Franco para a diretoria da Sony Music para que eles avaliassem se aquela nova banda na qual não sabiam de quem se tratava tinha qualidade musical. Após horas de reunião e insistência por parte da gravadora, que queria conhecer os artistas para assinar contrato, Franco revelou que eram seus filhos, e assim firmaram um contrato de gravação com a Sony.

## Carreira

### 2000–04: Primeiros álbuns e fenômeno
O primeiro álbum lançado em 22 de Maio de 2000 intitulado KLB foi produzido pelo compositor Piska autor de grandes canções de sucesso no país. A primeira música de trabalho seria “Vem de uma vez” mas devido a problemas para liberar a música, acabou sendo substituída por “A dor desse amor”. A primeira apresentação do grupo ocorreu em 31 de outubro de 2000 na casa de shows Olímpia e a primeira aparição na TV ocorreu no programa apresentando por Gugu Liberato, "Domingo Legal" em 25 de junho de 2000. O primeiro CD da banda em 2000 recebeu o disco de diamante e disco de platina triplo por ter vendido mais de 1 milhão e meio de cópias. Trouxe os mega hits "A dor desse Amor", "Ela não está Aqui", "Por que tem que ser Assim?", tornando-se o segundo álbum mais vendido daquele ano, batendo recorde de vendas com a dupla pop Sandy & Júnior com o CD " Quatro Estações Ao vivo". Em pouco tempo o trio ganha projeção no cenário musical brasileiro e participa assiduamente de programas televisivos.
Após dois meses em estúdio, foi lançado em 2001 o segundo CD da banda. Assim como seu antecessor, o disco é composto por músicas pop com letras românticas e elementos de Pop-dance, as canções que viraram Hits nas rádios do País foram: "Minha Timidez", "Te Amar Ainda Mais", "Olhar 43" e "Seu Nome". O sucesso do grupo foi enorme e em pouco tempo já conseguiram ter mais de 800 fã-clubes no país, também houve o lançamento de linhas de produtos com o nome KLB. Em 2002 o trio lançou o 3º CD, que trouxe como carro-chefe o single "A cada Dez Palavras" que permaneceu por mais de 15 semanas seguidas no entre as dez mais pedidas e por 8 semanas como a faixa de #1 nas rádios brasileiras. O segundo single, "Só dessa Vez", emplacou nas rádios e também garantiu duas semanas seguintes na Posição de #1.
Realizaram seu primeiro show internacional na África neste mesmo ano. Participaram ainda do projeto Popstars e gravaram a música tema do programa que descobriu a banda Rouge, também foi gravada uma música com o grupo intitulada Nunca Deixe de Sonhar. Em 2002, além do terceiro CD, o KLB passou, ao lado dos músicos Wanessa Camargo, Fael e Pedro & Thiago, a apresentar um programa de TV na Rede Globo chamado Jovens Tardes. Em 2002, eles renovaram o contrato com a gravadora Sony Music e se tornaram um dos primeiros artistas a gravar um DVD no Brasil. O álbum, KLB: Ao Vivo, foi gravado no fim de 2002 e lançado em 10 de agosto de 2003, embalado pelo sucesso "Por Causa De Você". Tudo isso foi a chave do sucesso para que se tornassem grandes estrelas da música brasileira, lotando centenas de shows pelo Brasil e sendo um dos grupos mais requisitados pela mídia.
Em 2004 os irmãos lançam o quarto disco de estúdio tendo como carro-chefe o single "A Ilha", que repete o mesmo feito e se torna uma das faixas mais executadas das rádios chegando a ficar durante a primeira semana de lançamento em #1 posição. O vídeo clipe desse single se torna o mais pedido durante 3 semanas no top 10 da emissora Paulistana MTV Brasil. Já o segundo single lançado nas rádios é "Carolina" composto por Wilson Teixeira para homenagear as fãs, tendo alta rotação na televisão. Ainda em 2004 o KLB inaugurou seu estúdio no qual gravou o disco KLB (2004), o KLB Studios, é um dos maiores estúdios de gravação no país e possui uma das melhores acústicas. No KLB Studios o grupo tem um grande acervo de instrumentos, Kiko é um colecionador de guitarras e possui em sua coleção 114 modelos como a Les Paul Zakk Wylde.

### 2005–15: Amadurecimento e hiato

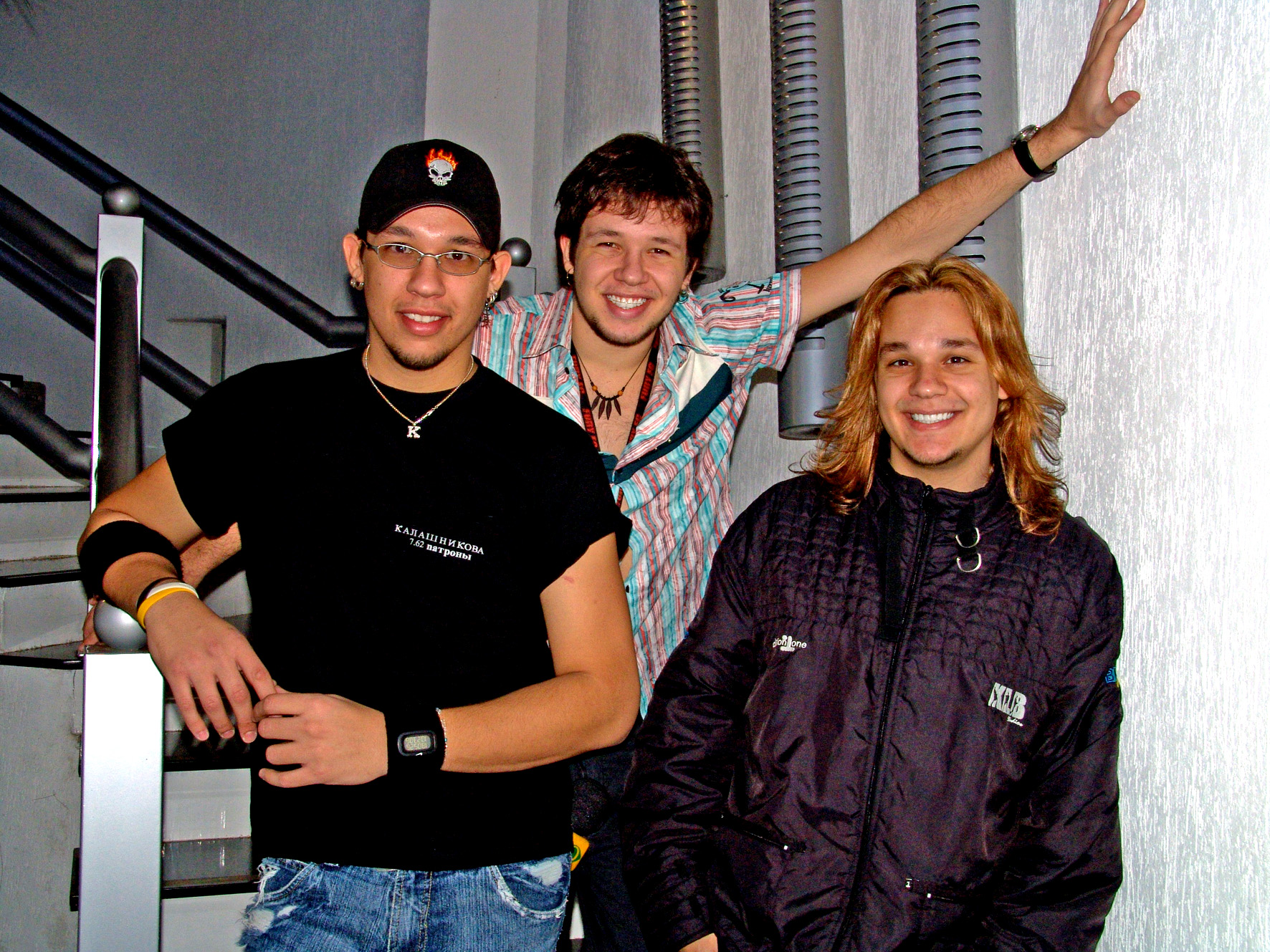
KLB em 2005.

No ano de 2005 foi lançado Obsessão com participação especial do rapper Pregador Luo, foi produzido por Paul Ralphes na nova gravadora: Universal Music, com destaque para a música "Um Anjo", versão do ‘hit’ "Angels" de Robbie Williams e também as canções "Não vou chorar" e "Quando penso em você". No ano de 2007 os irmãos anunciavam um projeto histórico, o CD Bandas, regravações de sucessos dos anos 1960, 70 e 80. Entre as músicas do repertório estavam "Menina linda", "Não devo mais ficar" e o sucesso que emplacou nas rádios, "Todo azul do mar". Em 2008 o KLB lança o CD Entre o Céu e a Terra, neste disco foi experimentado o estilo country, as músicas "Amor de verdade","Juro Por Deus" e "Estou Morrendo aos Poucos" viraram hit nas rádios. Graças ao seu single/promocional "Estou morrendo aos poucos" que foi incluído na trilha da novela "Poder Paralelo". Em 2009 participaram do festival Festisumbe realizado em Angola na África sendo a segunda visita do trio ao continente africano.
No dia 30 de novembro de 2011 o KLB lança seu mais novo trabalho KLB 3D, são os primeiros artistas nacionais a trabalharem com essa tecnologia. O CD é composto por 14 músicas inéditas e com o adicional de “A dor desse amor”, hit da banda, em uma nova versão (inglês/espanhol), como uma 15ª de bônus track. “Vai”, a primeira música de trabalho, foi lançada em, 3 de Outubro de 2011 e foi top 10 das mais pedidas em diversas rádios do país. Além de marcar uma retomada de Kiko, Leandro e Bruno ao cenário musical brasileiro, “KLB 3D”, que tem como grande atrativo a modernidade: há dois clipes (das músicas “A dor desse amor” e “Quando o amanhã chegar”) que são disponibilizados em 3D no próprio CD, o álbum é avaliado no gênero Pop e Pop/Rock estilo principal da banda e com canções de elementos de Synthpop. Os irmãos já saem na pré-venda desse CD com uma tiragem inicial de 30 mil cópias na edição simples e na caixa "KLB-3D Deluxe Edition" com 20 mil unidades. Apesar do lançamento, o grupo anunciou um hiato em dezembro.
Em 2014 o KLB anunciou que lançaria um DVD comemorativo de 15 anos no ano seguinte, o qual foi gravado na área externa do KLB Studios em alta definição e com resolução 4K em São Paulo, recebendo familiares e amigos como convidados. O DVD, intitulado Um Novo Tempo foi lançado em 19 de maio de 2015 junto com um EP com quatro faixas inéditas. Durante aquele ano o grupo fez diversos shows em comemoração aos 15 anos.
2020: Turnê 20+2 Experience
Em 2022 o trio realizou uma série de shows pelo país, em homenagem aos 20 anos de carreira. Segundo Kiko a turnê estava planejada para 2020 mas devido a pandemia da COVID-19 teve de ser adiada sendo realizada em 2022 com o título de 20+2 Experience. Uma parceria do KLB com a Opus Entretenimento, o trio percorreu diversas cidades do país como Rio de Janeiro, Salvador, Recife, Brasília, Manaus entre outras, encerrando a turnê em 2023 em São Paulo. Após o encerramento da turnê o KLB lançou um documentário em comemoração e lançando também um DVD disponível nas plataformas digitais e YouTube.
A gravação ao vivo eterniza imagens e áudio captados na primeira apresentação da turnê, em 11 de junho de 2022, e no show de encerramento, feito em 12 de novembro de 2023, ambos na casa Vibra São Paulo, na cidade natal do grupo paulistano. O registro audiovisual foi produzido pela Benza Filmes sob direção de Will Aleixo.
No show, entre versões dos repertórios de bandas como Aerosmith e Bon Jovi, o KLB rebobina hits como A dor desse amor, Ela não está aqui, Estou em suas mãos, Minha timidez e Te amar ainda mais. A turnê 20+2 Experience contabilizou 34 shows.
A “20+2 Experience” contabilizou mais de 100 mil KMs percorridos, somou 600 mil pessoas na plateia em 34 shows, 5.760 minutos no palco e superou 8 mil pessoas atendidas em ações de meet and greet.

## Membros
- Franco Finato Scornavacca (Kiko) — guitarra solo, base, violão, teclados, piano, vocal de apoio. Nasceu em São Paulo, 18 de abril de 1979 (46 anos). Paralelamente à carreira artística, Kiko se lançou na carreira política e foi candidato a vereador nas eleições de 2012 em São Paulo pelo PSD, mas não chegou a se eleger. Ele já namorou a apresentadora Amanda Françozo e a modelo Michele Pin.[29] Hoje, Ele é casado com Francine Pantaleão (Miss São Paulo 2012) Atualmente Kiko apresentam um programa na internet chamado MD1, com dicas e sugestões para turistas que vistam os Parques da Disney, em Orlando.

- Leandro Finato Scornavacca — vocalista, baterista, gaita, percussionista. Nasceu em São Paulo, em 22 de julho de 1981 (44 anos). Em 2013, o cantor descobriu que a esposa, Natália Guimarães, estaria grávida de gêmeas.[30] Em 8 de agosto do mesmo ano nasceram Maya e Kiara, gêmeas bivitelinas, filhas de Leandro e Natália.[31] Em 2010, foi eleito quarto suplente a deputado estadual pelo Estado de São Paulo, pela coligação PSDB/DEM para a 17ª legislatura. Leandro assumiu uma vaga efetiva na Assembleia Legislativa de São Paulo em 3 de janeiro de 2013, após o falecimento do deputado Ary Fossen (PSDB) e as renúncias de Paulo Alexandre Barbosa (PSDB), Gil Arantes (DEM) e Geraldo Vinholi (PSDB), que assumiram as prefeituras de Santos, Barueri e Catanduva, respectivamente.[32]

- Bruno Finato Scornavacca — baixo, violão, vocal de apoio. Nasceu também em São Paulo, em 28 de abril de 1984 (41 anos). Bruno, em 2012, decidiu apostar em outra carreira paralelamente. Praticante de artes marciais há oito anos, estreou no MMA, com vitória sobre Diego Ramones no evento Fair Fight MMA, na Via Funchal, em São Paulo. Bruno treina com os destaques do UFC Felipe Arantes e Lucas Mineiro. Atualmente Bruno se dedica a seu projeto paralelo na música eletrônica conhecido por Scorn. Em Julho de 2021 o cantor anunciou que será pai de um menino que se chamará Ravi. Em 2023 nasceu sua filha Ayla.

## Características musicais
O som predominante do KLB em toda sua carreira foi o pop e o pop rock. Em alguns álbuns o trio passeia por outros estilos como no álbum Entre o Céu e a Terra, lançado em 2008, eles mudaram o foco e apostaram no country. Em 3D, lançado em 2011, o foco foi no EDM e electropop. O grupo citou como influências primarias outros grupos de música pop como Hanson, Bee Gees, Eagles e Earth, Wind & Fire, além de outros artistas como The Beatles, Michael Jackson e Backstreet Boys.

## Discografia
Álbuns de estúdio
- KLB (2000)
- KLB (2001)
- KLB (2002)
- KLB (2004)
- Obsessão (2005)
- Bandas (2007)
- Entre o Céu e a Terra (2008)
- 3D (2011)

Álbuns ao vivo
- KLB: Ao Vivo (2003)
- Um Novo Tempo (2015)
- 20+2 Experience (2022-2023)

Compilações
- Só Sucessos N°1 (2003)
- Sem Limites (2008)
- As 10 Mais (2024)

## Filmografia

### Televisão
| Ano     | Título        | Cargo          |
| ------- | ------------- | -------------- |
| 2002–03 | Jovens Tardes | Apresentadores |

### Filme
| Ano  | Título       | Personagem  |
| ---- | ------------ | ----------- |
| 2000 | Xuxa Popstar | Eles mesmos |

## Prêmios e Indicações

### Melhores do Ano[33]
| Ano  | Categoria | Indicação         | Resultado |
| ---- | --------- | ----------------- | --------- |
| 2000 | Música    | Revelação Musical | Venceu    |

### Troféu Imprensa
| Ano  | Categoria                           | Indicação | Resultado |
| ---- | ----------------------------------- | --------- | --------- |
| 2001 | Troféu Imprensa de Revelação do Ano | KLB       | Indicado  |

| Ano  | Categoria                                  | Indicação | Resultado |
| ---- | ------------------------------------------ | --------- | --------- |
| 2002 | Troféu Imprensa de Melhor Conjunto Musical | KLB       | Indicado  |

### MTV Video Music Brasil
| Ano  | Categoria            | Indicação                | Resultado |
| ---- | -------------------- | ------------------------ | --------- |
| 2006 | Escolha da Audiência | KLB feat. Luo - Obsessão | Indicado  |